# Distretto di Setúbal
Il distretto di Setúbal è un distretto del Portogallo. Apparteneva alle province tradizionali dell'Estremadura e del Basso Alentejo (Baixo Alentejo). Confina con i distretti di Lisbona e Santarém a nord, di Évora a est, di Beja a sud-est e con l'Oceano Atlantico a ovest. La superficie è di 5.064 km² (8º maggior distretto portoghese), la popolazione residente (2001) è di 788.459 abitanti. Capoluogo del distretto è Setúbal.
Il distretto di Setúbal è diviso in 13 comuni:
- Alcácer do Sal
- Alcochete
- Almada
- Barreiro
- Grândola
- Moita
- Montijo
- Palmela
- Santiago do Cacém
- Seixal
- Sesimbra
- Setúbal
- Sines

Nell'attuale divisione del paese, il distretto è tornato all'antica divisione delle province: la parte settentrionale fa parte della regione di Lisbona (chiamata Lisbona e Valle del Tago fino al 2002), di cui compone la subregione Penisola di Setúbal (Península de Setúbal); la parte meridionale appartiene all'Alentejo e costituisce la gran parte dell'Alentejo Litorale (Alentejo Litoral). In sintesi:
- Regione di Lisbona
  - Penisola di Setúbal
    - Alcochete
    - Almada
    - Barreiro
    - Moita
    - Montijo
    - Palmela
    - Seixal
    - Sesimbra
    - Setúbal
- Alentejo
  - Alentejo Litorale
    - Alcácer do Sal
    - Grândola
    - Santiago do Cacém
    - Sines